# Uangaras
Uangaras (Wangaras), também conhecidos como uacorês (Wakorés) foram clãs soninquês especializados em comércio, estudos islâmicos e direito (como advogado e cádi). Particularmente ativos no comércio do ouro , eles eram um grupo de comerciantes mandé, livremente associados aos impérios do Oeste Africano medieval de Gana, Mali e Songai.